# Parc de l'Oseraie
 (janvier 2013).
Si vous disposez d'ouvrages ou d'articles de référence ou si vous connaissez des sites web de qualité traitant du thème abordé ici, merci de compléter l'article en donnant les références utiles à sa vérifiabilité et en les liant à la section « Notes et références ».
Le parc de l'Oseraie est un jardin public situé aux Mureaux dans les Yvelines, au bord de la Seine.

## Historique
Entre 1876 et 1879, un particulier, Henri Michelet, fait construire une propriété en brique et pierre meulière par l'architecte Jules Saulnier. Cette construction, appelée maison Bouvaist (du nom du Docteur Bouvaist, dernier particulier propriétaire), a été rachetée par la commune à la fin du XXe siècle. Elle fut jusqu'en 2006 un Paléoscope, destiné à l’archéologie expérimentale.
Outre cette maison, le parc, dont le mur longe le chemin de halage, comprend une pièce d'eau, un pont de jardin et une île artificielle. Planté de marronniers, il a été entièrement rénové et inscrit au pré-inventaire du Patrimoine culturel en 2003.
Depuis 2004, il s'y déroule chaque année la manifestation Fleurs en Seine.

## Galerie d'images

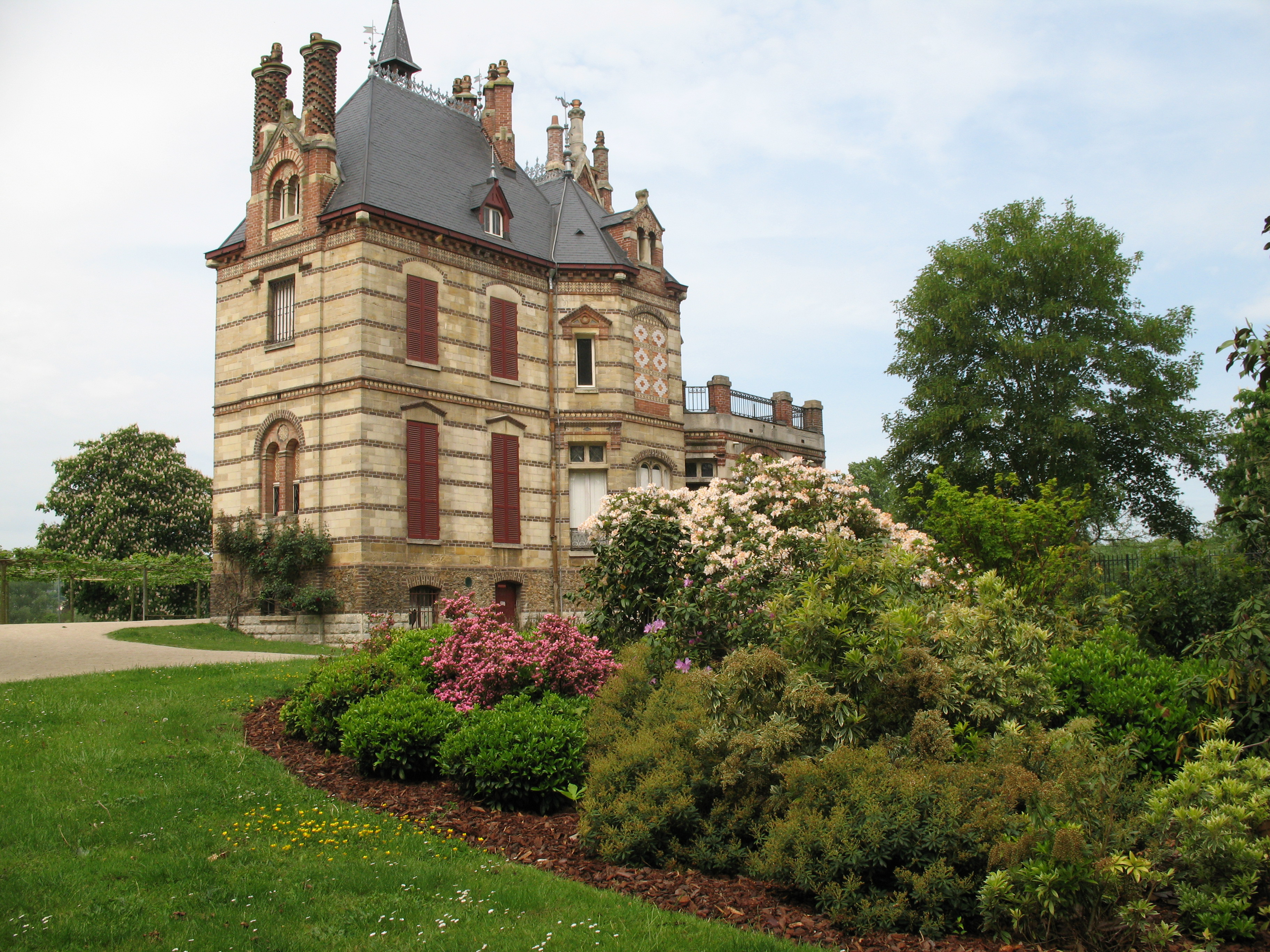
Maison Bouvaist
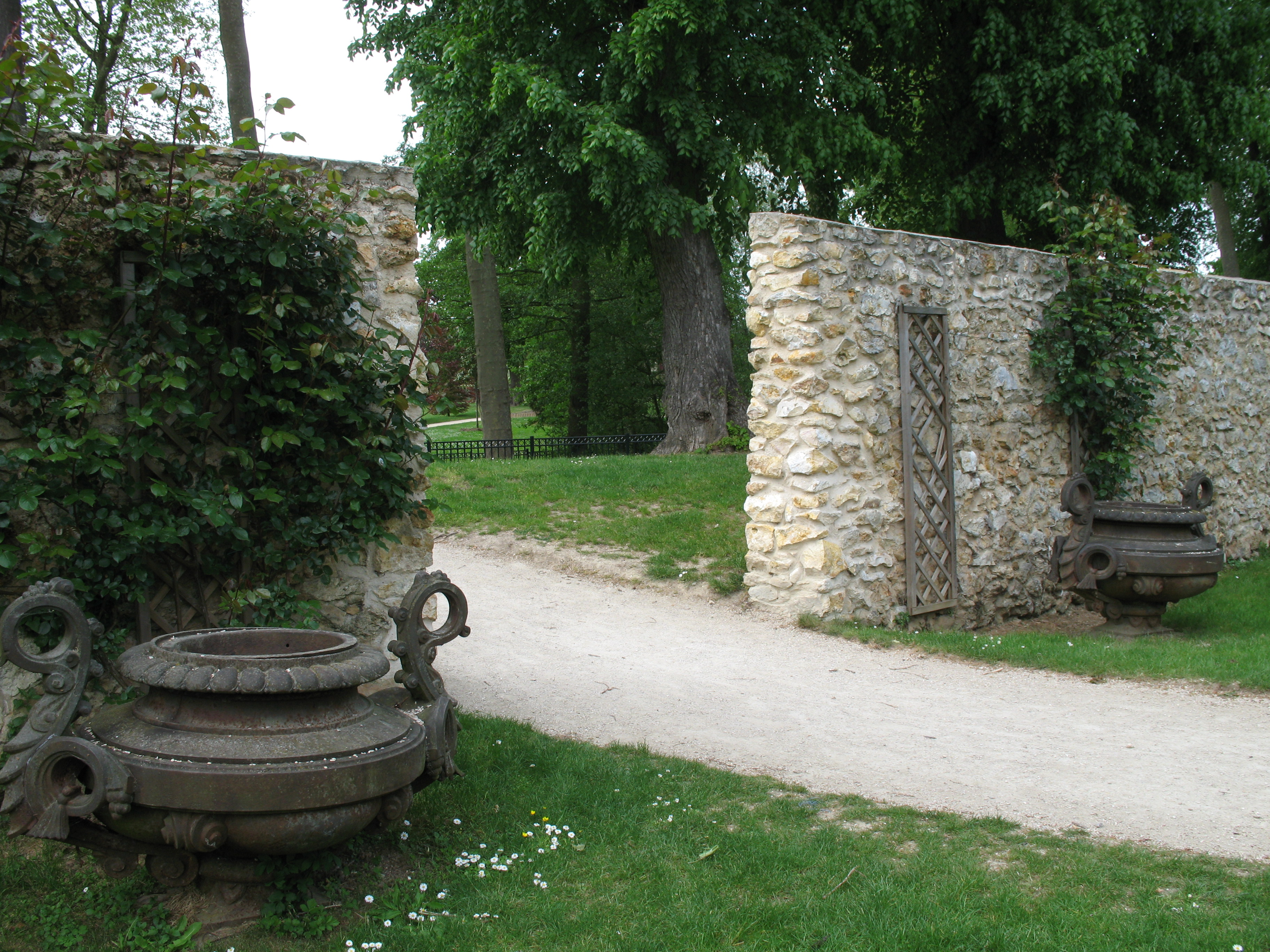
Mur
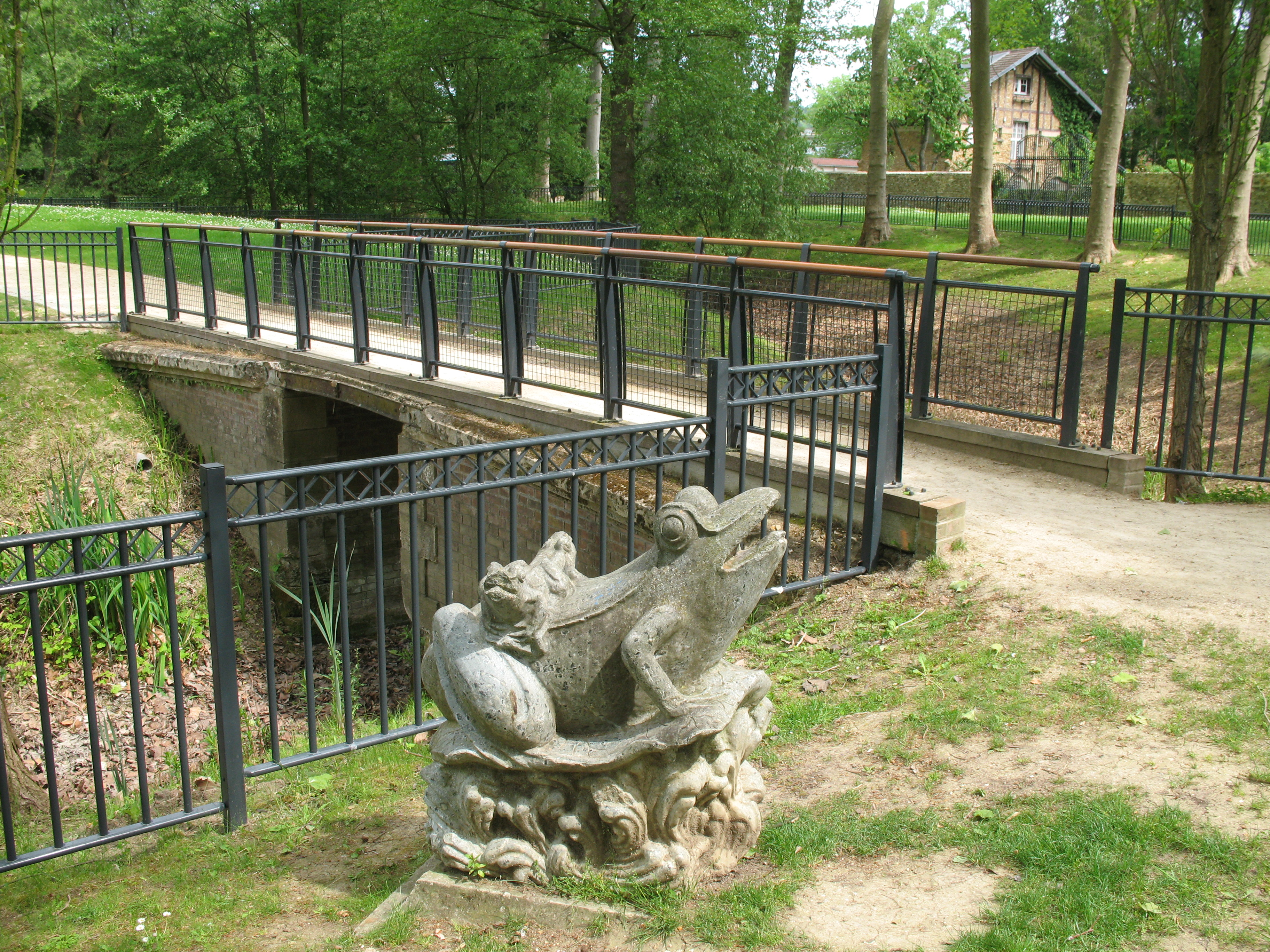
Pont de jardin
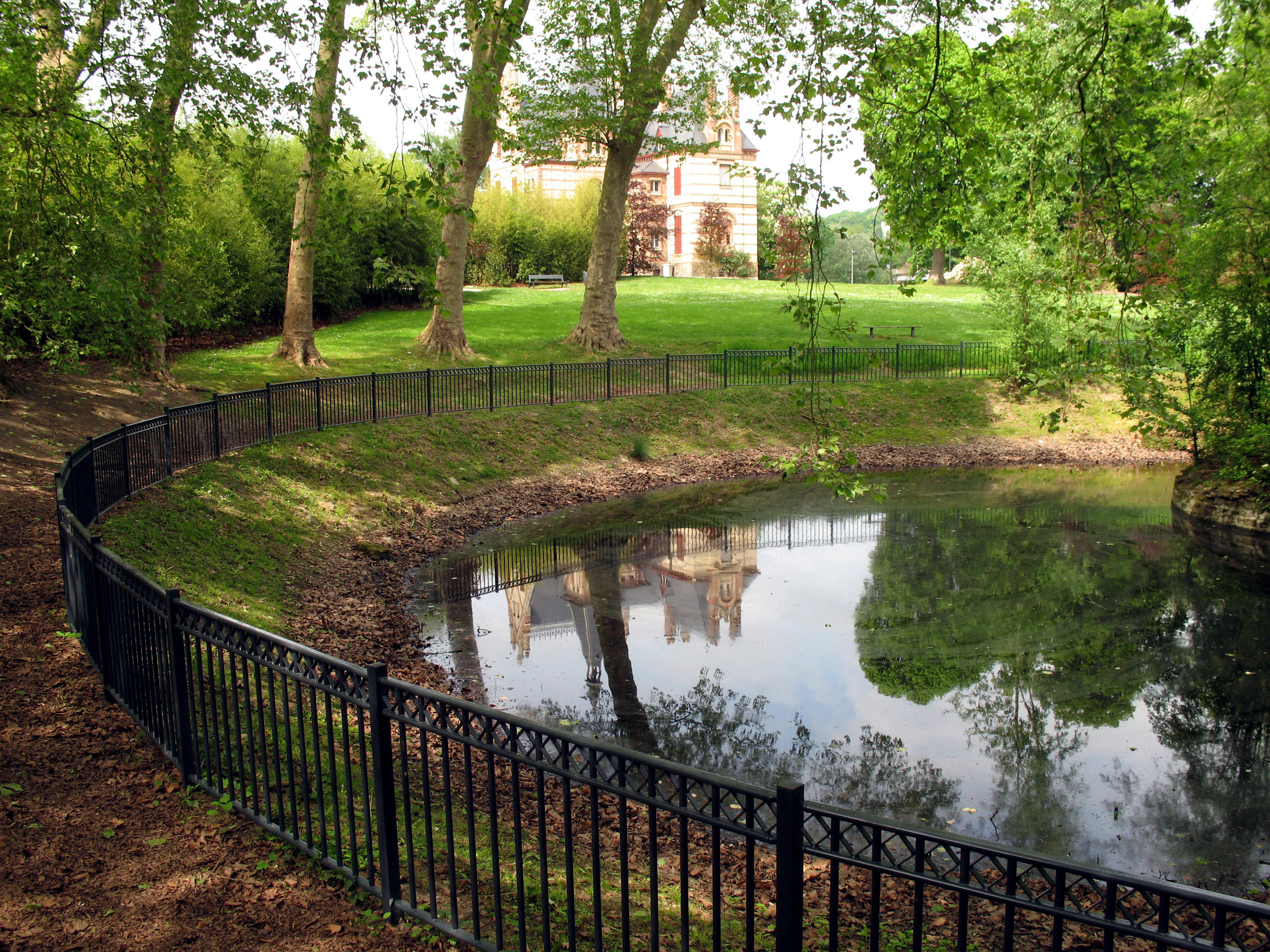
Pièce d'eau
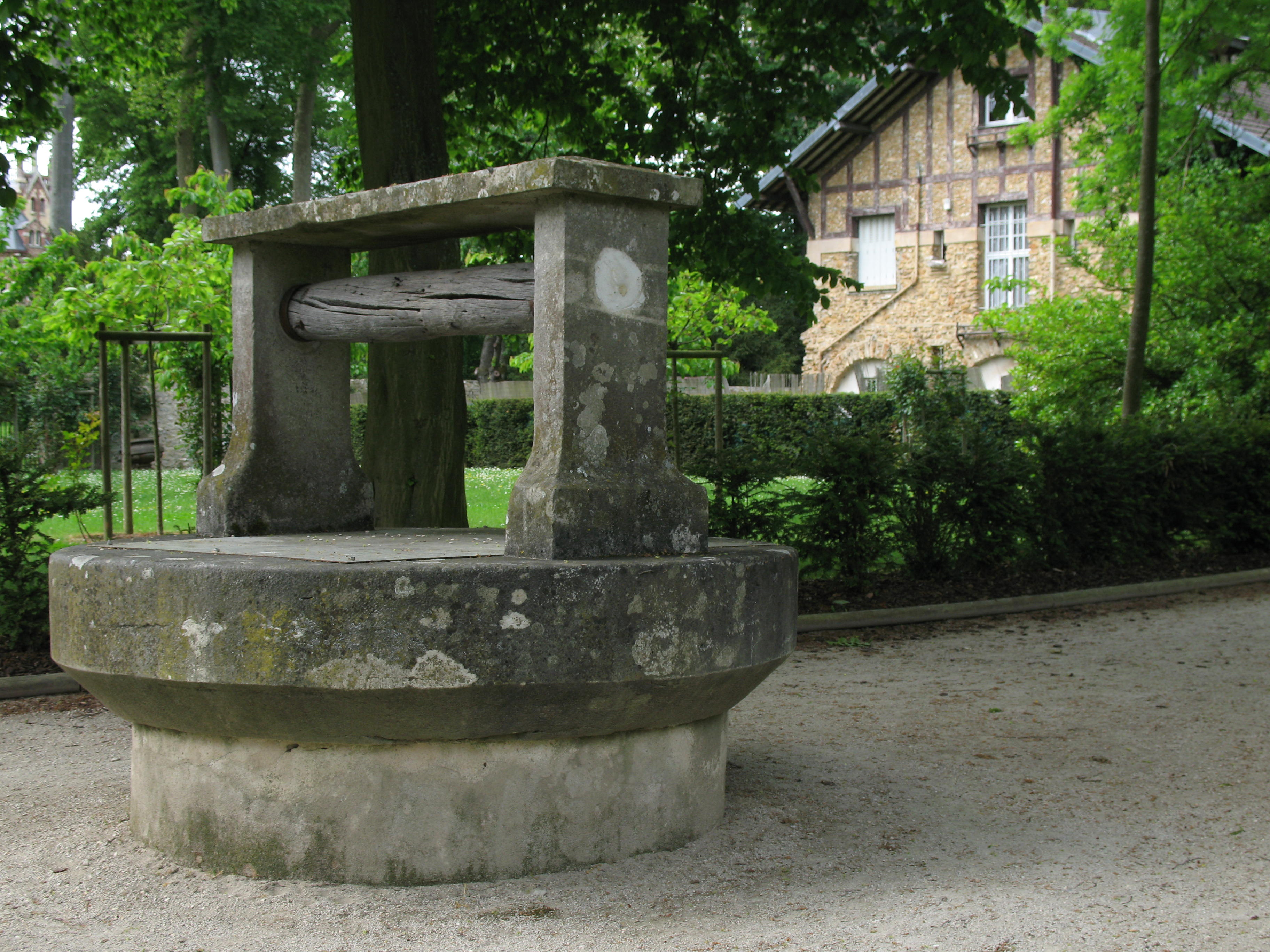
Puits
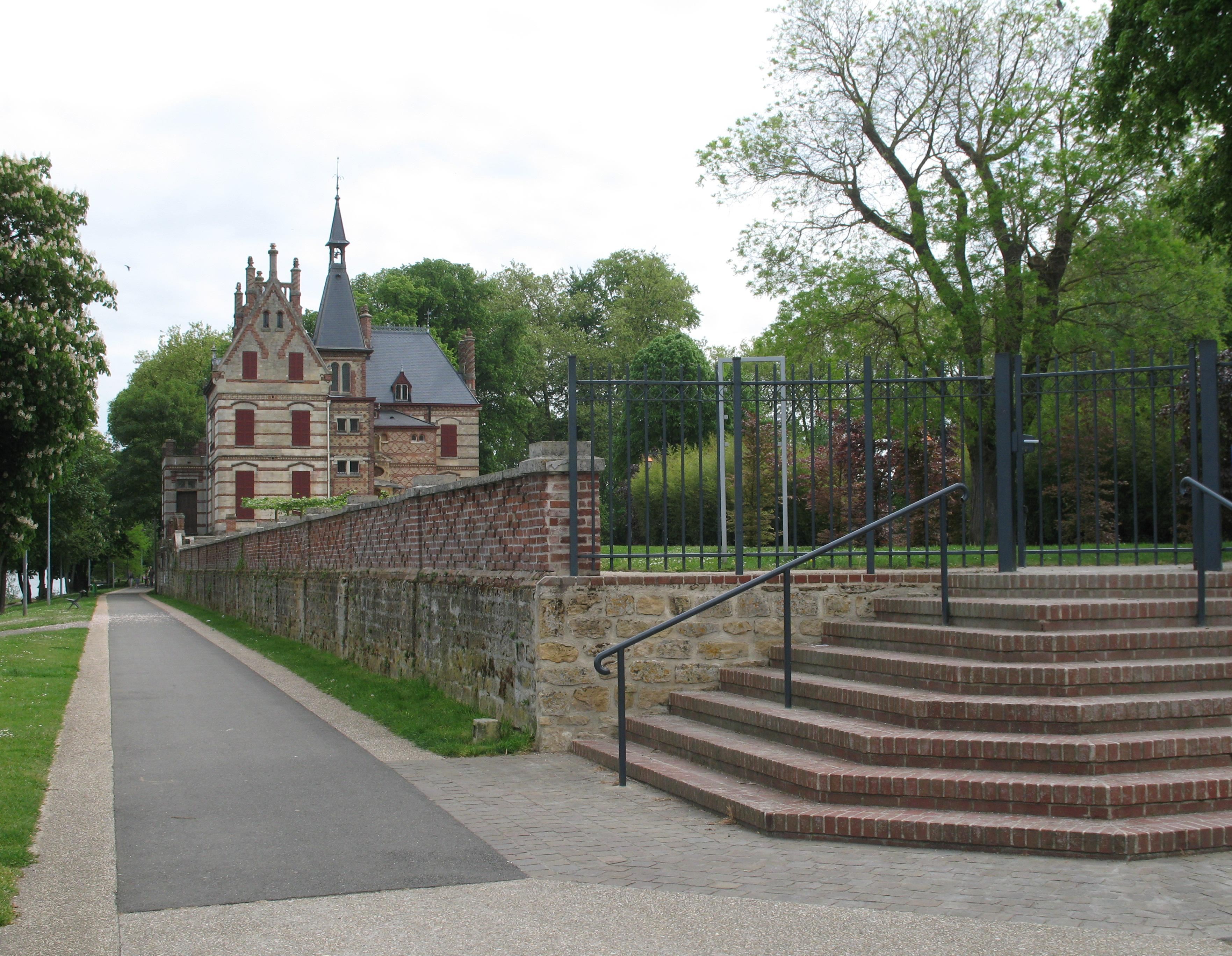
Chemin de halage
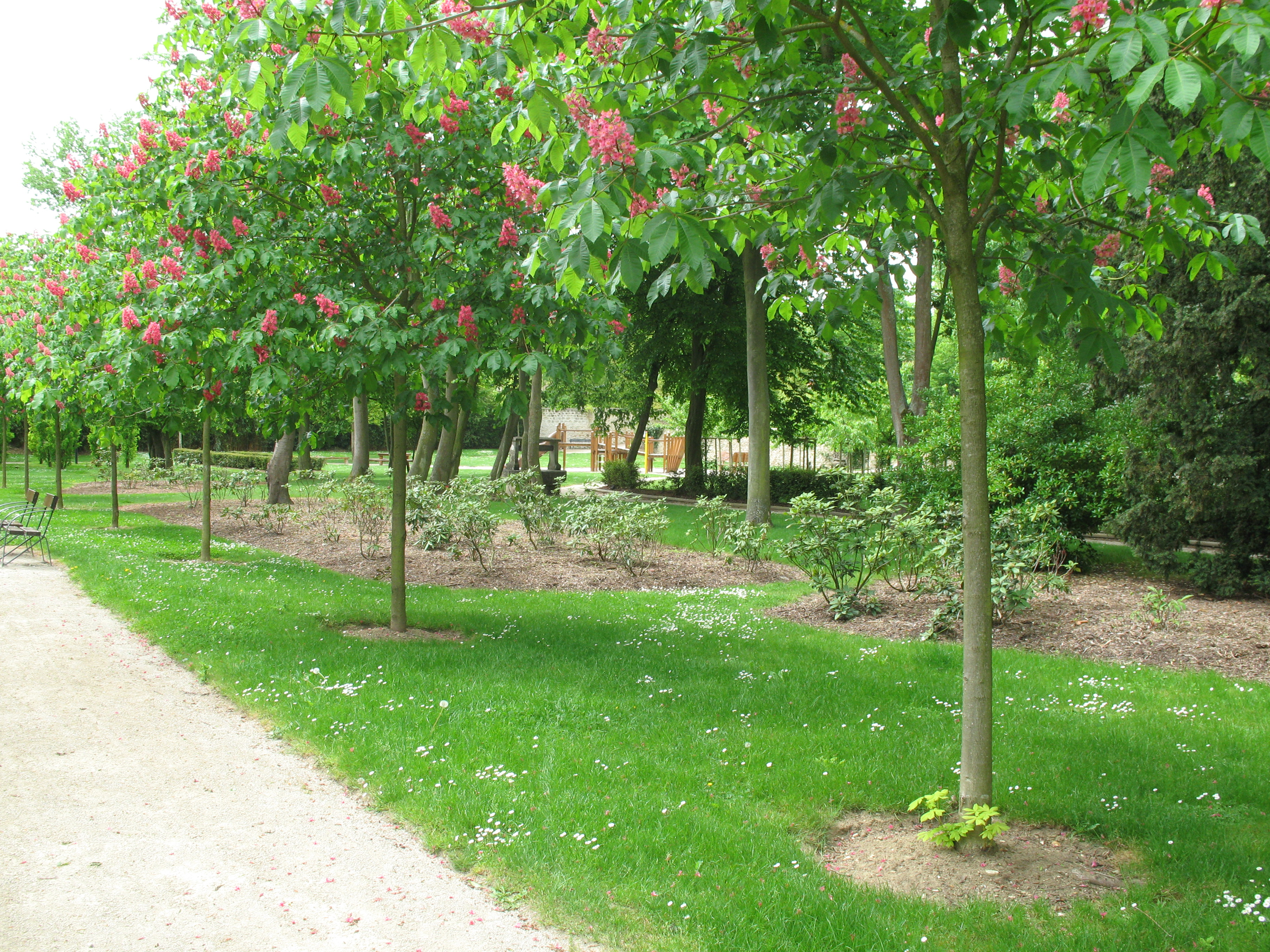
Allée d'arbres
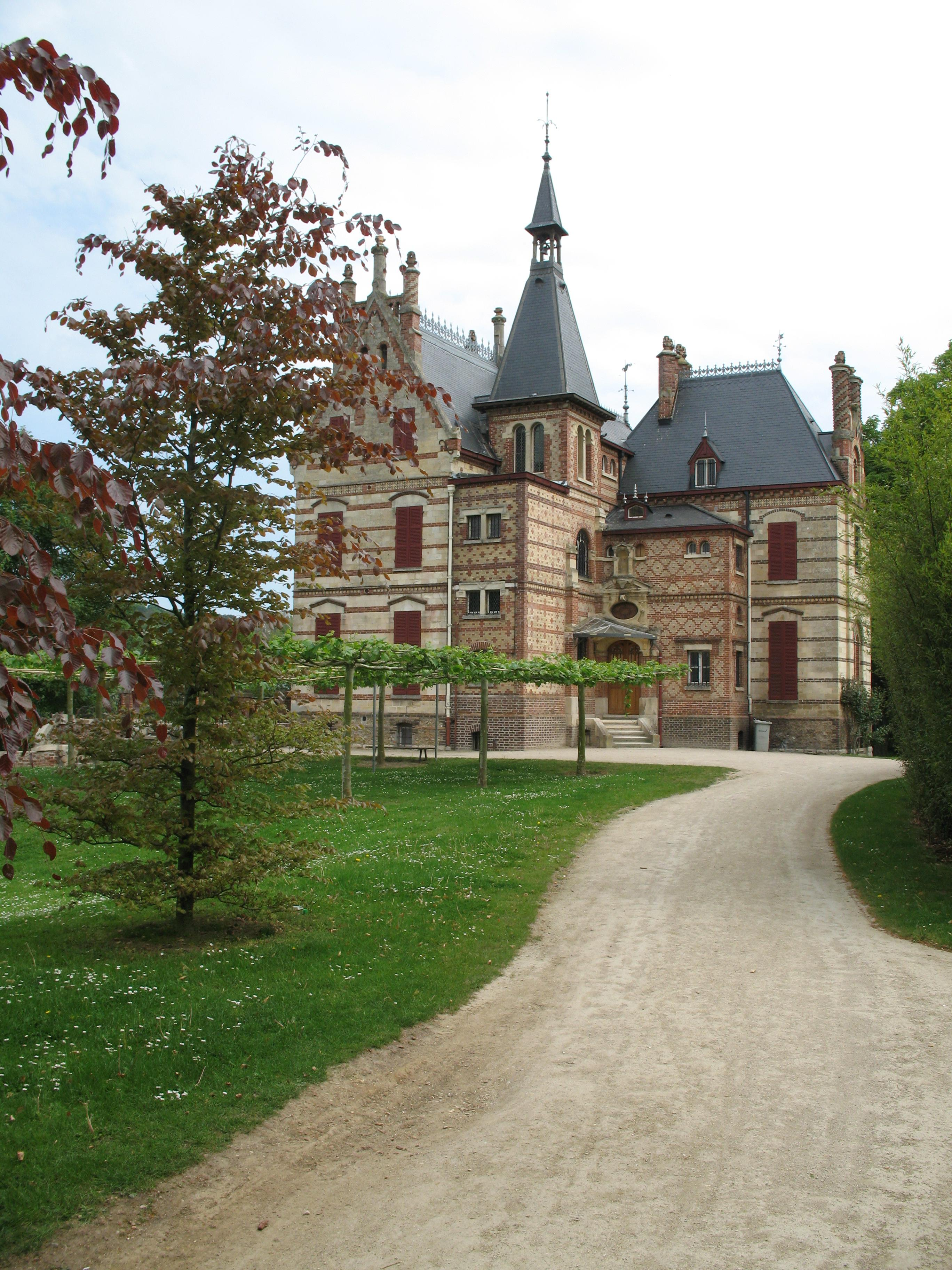
Maison Bouvaist